# Troisième partage de la Pologne
Pour un article plus général, voir Partages de la Pologne.

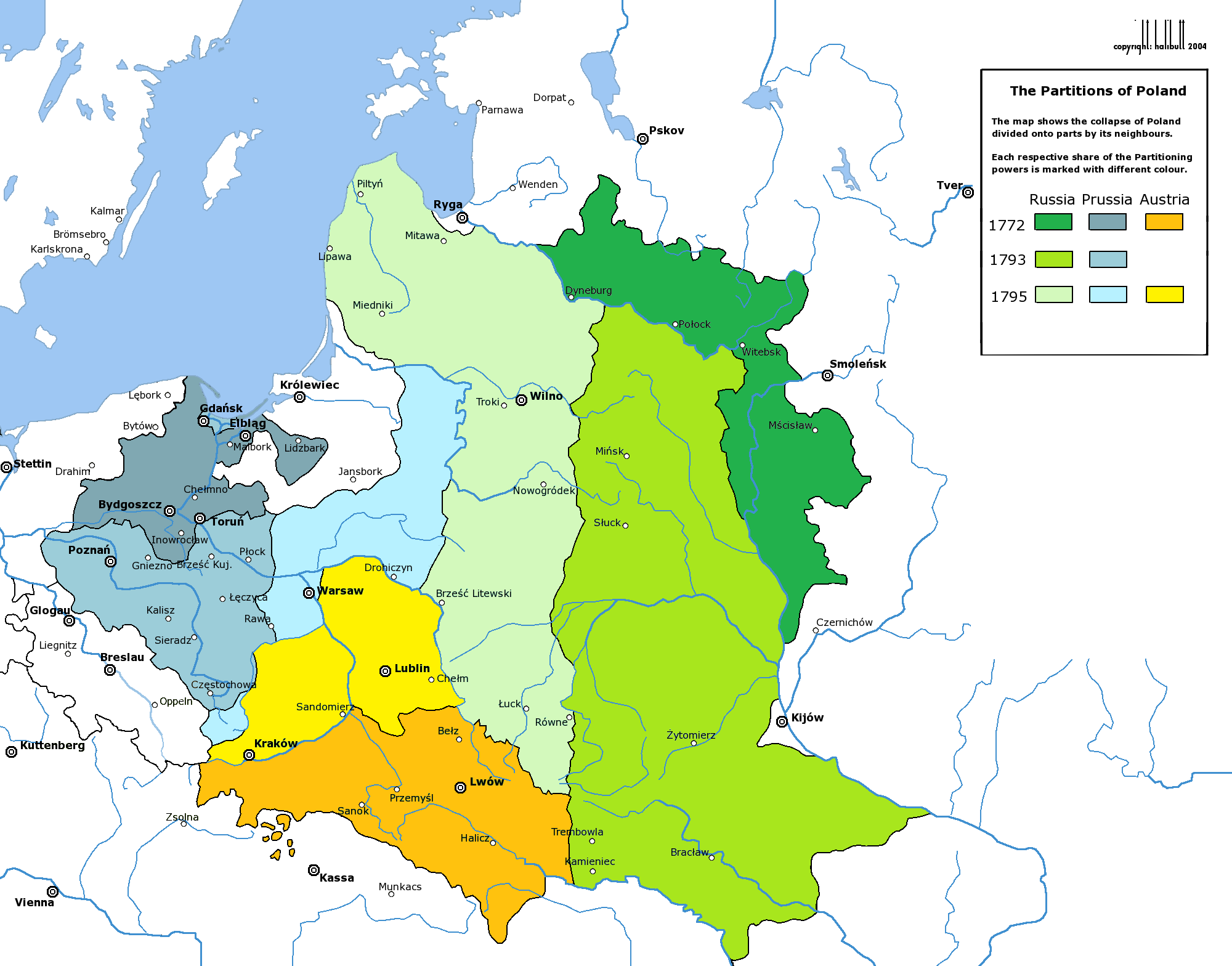
Carte des trois partages de la Pologne.

Le troisième partage de la Pologne est un traité conclu le 24 octobre 1795 par l'Autriche, la Prusse et la Russie, qui se répartissent la totalité du territoire polonais subsistant après les premier et deuxième partages (1772 et 1793). Il entraîne la disparition de la république des Deux Nations, État associant depuis plusieurs siècles le royaume de Pologne et le grand-duché de Lituanie.
Ce traité est la conséquence de la défaite subie face aux armées russe et prussienne par l'insurrection lancée en 1794 par le général Tadeusz Kościuszko en réaction au deuxième partage.

## Contexte: l'insurrection de Kosciuszko
Lancée en mars 1794, l'insurrection est vaincue durant l'automne, lors des batailles de Maciejowice (10 octobre), où Kosciuszko est fait prisonnier, et de Praga (4 novembre).
Le commandant en chef après la capture de Kosciuszko, Thomas Wawrzecki, capitule le 16 novembre.
L'armée russe de Souvorov occupe Varsovie, où le roi est considéré comme un prisonnier de guerre.

## Les relations entre la Russie, la Prusse et l'Autriche en 1794-1795
Au moment où Catherine II a fait appel à la Prusse contre l'insurrection (avril 1794), elle a assuré à l'Autriche qu'elle participerait à égalité au règlement de la question polonaise.
Les négociations menées pendant l'été 1794 mettent en évidence des désaccords. L'Autriche (représentée par le baron Thugut) a de grandes prétentions (Cracovie, Brest, Nowogrodek, Pinsk, Luck) tout en s'opposant aux demandes de la Prusse, dont l'armée occupe Cracovie. Pour la Russie, la limite entre l'Autriche et la Russie doit se trouver sur le Bug. La Prusse voudrait annexer les voïvodies de Cracovie et de Sandomir à l'ouest de la Vistule.
En janvier 1795, une convention de partage est signée entre la Russie et l'Autriche, sans tenir compte des demandes prussiennes. Envisageant, à la suite de cet accord, une guerre avec la Prusse (ainsi que, éventuellement, avec la Turquie, allié traditionnel de la Pologne contre la Russie), l'Autriche et la Russie concluent aussi une alliance militaire.
Anticipant cette situation, la Prusse a avant même la fin de l'insurrection envisagé des pourparlers avec la France, contre qui elle est en guerre depuis 1792, afin de conclure la paix et de pouvoir ramener toute son armée sur le terrain polonais. Ces pourparlers, engagés en novembre 1794, aboutissent le 5 avril 1795 à la signature du traité de Bâle. Le gouvernement français (la Convention thermidorienne) n'impose à la Prusse aucune condition relative à la Pologne.
La Prusse renforce donc sa position à l'est de l'Europe, alors que l'Autriche doit continuer de se battre contre la France, notamment en Italie (la Russie en revanche n'est jamais entrée dans la guerre de la première coalition).
Les trois pays vont finalement arriver à un accord, personne ne voulant aller jusqu'à la guerre. Les négociations reprennent en août 1795 et, le 24 octobre, la Prusse est intégrée à la convention austro-russe.
Le traitement de détail du partage de la Pologne prendra encore une année : l'acte de délimitation des zones de partage est signé le 5 décembre 1796,

## Les termes du traité
L'Autriche annexe l'ouest de la Galicie, la Petite-Pologne et la Mazovie à l'est de la Vistule, avec les villes de Cracovie, de Lublin et de Siedlce (47 000 km2, 1,2 million d'habitants).
La Prusse annexe la Podlachie et le reste de la Mazovie, avec les villes de Suwalki, d'Ostrolenka et surtout de Varsovie, qui va devenir le chef-lieu de la province de Prusse-Méridionale (48 000 km2, 1 million d'habitants).
La Russie annexe la Courlande, la Lituanie et le reste de la Volhynie, avec la ville de Wilno (Vilnius), de Nowogródek, de Brest, de Loutsk et de Krzemeniec (120 000 km2, 1,2 million d'habitants).

## Les suites du traité
Le 25 novembre 1795, le roi de Pologne, Stanislas II Auguste, amené à Grodno sous la garde de l'armée russe, abdique au profit de la Russie, qui devient de jure dépositaire de la couronne de Pologne. Stanislas meurt en 1798 à Saint-Pétersbourg.
Le 15 janvier 1797 est signée à Saint-Pétersbourg une convention finalisant le partage de la Pologne, affirmant son caractère irrévocable, et comportant un article secret, selon lequel les puissances partageantes s'engagent à ne pas faire référence à un « royaume de Pologne » dans une nomenclature officielle.
Sur le plan international, la disparition de la Pologne ne suscite de réaction officielle ni en France, ni en Angleterre. L'Empire ottoman, en revanche, pas plus que la Perse, ne reconnaîtront les partages.

### Pages connexes
- Partages de la Pologne
- Premier partage de la Pologne
- Deuxième partage de la Pologne
- Insurrection de Kościuszko
- Nouvelle Galicie
- Partition russe
- Partition autrichienne
- Partition prussienne